# Perestrojka
Perestrojka (перестройка,  pěrestrojka, česky: přestavba) byla během 80. let série politických a ekonomických reforem v Sovětském svazu, pod vedením tehdejšího generálního tajemníka KSSS Michaila Gorbačova. Původně zamýšlené ekonomické reformy se postupně proměnily na pokus o přestavbu celého sovětského systému. Období změn a související nestabilita přispěly k politickému, společenskému a ekonomickému napětí, vzestupu nacionalismu a následnému rozpadu Sovětského svazu. Perestrojka také znamenala zásadní impuls pro pád komunistických režimů ve východním bloku a ukončení období Studené války. Gorbačov poprvé veřejně použil termín „perestrojka“ v březnu roku 1984.
Ze začátku byla perestrojka zamýšlena pouze jako ekonomická reforma, od roku 1987 započala přestavba celého politického systému. Původním cílem bylo překonání hluboké krize sovětské ekonomiky jako pokles produkce, krize v zásobování a inflace. Gorbačovy původní reformní plány měly tyto rysy: snížení kontroly plánovacího aparátu nad ekonomikou a zvýšení autonomie podniků, samofinancování podniků a zvýšení úlohy zisku, liberalizaci zahraničního obchodu a zproduktivnění ekonomiky.
Tzv. glasnosť (otevřenost) měla zpočátku reformovat stranické struktury a neefektivní byrokracii, postupně se ale rozšířila o požadavky na transparentnost vlády, svobody slova a tisku, náboženského vyznání, shromažďování, vědeckého zkoumání, umělecké činnosti nebo práva na stávku. Veřejně se začala probírat do té doby tabuizovaná témata jako ekonomické problémy Sovětského svazu a plánované ekonomiky, korupce nebo alkoholismus. Byly odtajněny první archívy o temné minulosti sovětských dějin a stalinismu. Začaly se také čím dál víc ozývat národnostní a etnické otázky a požadavky na sebeurčení. Posledním bodem měl být zřetelný obrat v zahraniční politice, projevující se vstřícnou politikou vůči Západu. Gorbačov ovšem neměl v úmyslu převzít západní demokratický model.
Perestrojka ztroskotala na neslučitelnosti starého sovětského politického systému a nového tržního ekonomického systému, který ale zachoval základní prvky plánované ekonomiky. Přesto v situaci, v níž se Sovětský svaz v roce 1985 nacházel, neexistovala vůči perestrojce žádná realistická alternativa. Potlačením srpnového puče a následným rozpadem Sovětského svazu v roce 1991 proces perestrojky skončil a postupně byl nahrazován národními transformačními plány nově vzniklých států.

## Pozadí
Po smrti Josifa Stalina v roce 1953 byl zahájen proces destalinizace. Nikita Chruščov, který vystřídal Stalina v pozici prvního tajemníka Komunistické strany Sovětského svazu, zavedl několik významných politických změn, během období známého jako Chruščovovo tání, při kterém byly zmírněny represe, cenzura a část lidí byla propuštění ze sovětských pracovních táborů, gulagů. Zmírněna byla také zahraniční politika a napjaté vztahy vůči Západu. Toto období relativní stability trvalo až do poloviny 60. let.

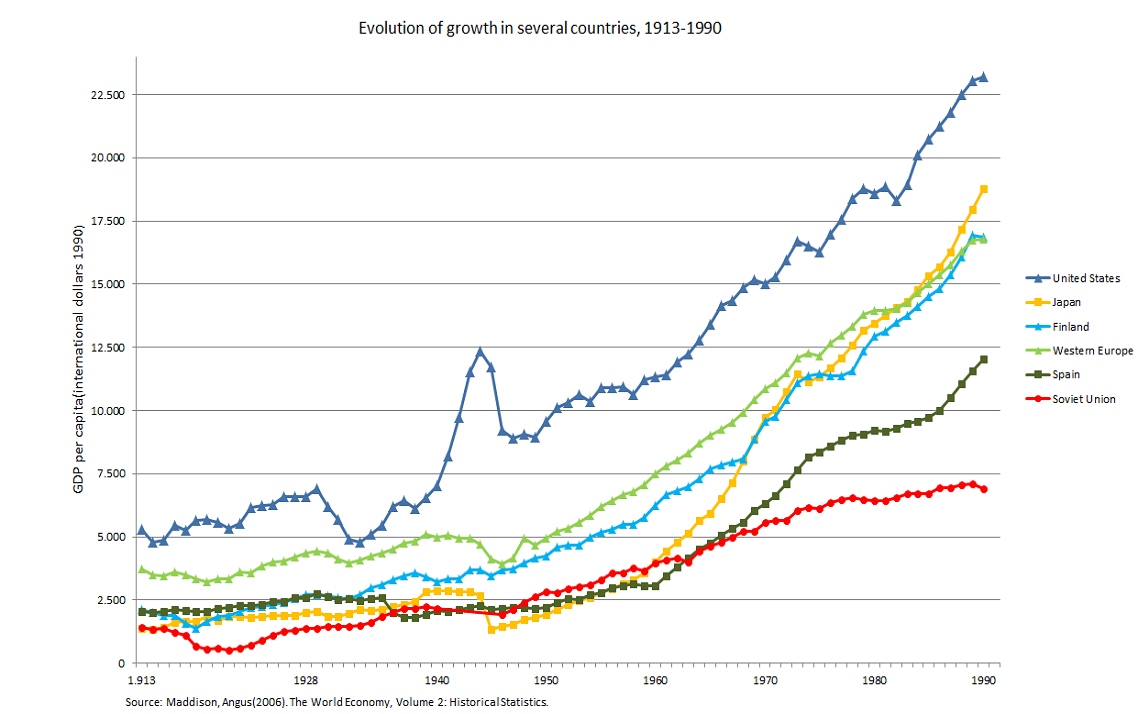
Srovnání HDP na obyvatele Sovětského svazu s ostatními státy. Značný pokles ekonomického růstu lze pozorovat od počátku 70. let.

Leonid Brežněv nahradil Chruščova ve funkci prvního tajemníka KSSS v roce 1964. Začátek Brežněvovy éry byl doprovázen vysokým ekonomickým růstem a stoupající prosperitou, ale postupně se hromadily značné problémy ve společenských, politických i ekonomických oblastech. Brežněv odvolal část předchozích reforem a částečně rehabilitoval stalinistickou politiku. Znova rozdmýchával vztahy se Západem, mimo jiné prosazoval tzv. Brežněvovu doktrínu, díky které zatrhl Pražské jaro v roce 1968. Stagnace sovětské ekonomiky začala na počátku 70. let., kdy se stal prioritou těžký a zbrojní průmysl v rámci závodů ve zbrojení, zatímco spotřební průmysl byl upozaděn. Brežněv byl kritizován za to, že dělá příliš málo pro zlepšení ekonomické situace. Po celou dobu jeho vlády nebyly zahájeny žádné velké reformy vyjma pár skromných návrhů, které ani často nezískaly podporu zbytku sovětského vedení. Reformně naladěný předseda Rady ministrů Alexej Kosygin se pokusil zavést v 70. letech několik ekonomických reforem, aby zvrátil trend úpadku ekonomiky. Brežněv měl v té době ale již dostatek nahromaděné moci a většinu z nich dokázal zvrátit.
Po Brežněvově smrti v listopadu 1982 jej ve funkci nakrátko vystřídal Jurij Andropov. Ten se pokusil zavést pár menších změn, zemřel ale jen o rok později. Nástupce Konstantin Černěnko pak pokračoval v Andropovových reformách, které však nepřinesly žádný větší obrat a ekonomika nadále stagnovala. V březnu 1985 nastoupil do pozice generálního tajemníka Komunistické strany Sovětského svazu Michail Gorbačov, který po několika nezdařených reformách těžkého průmyslu začal prosazovat radikálnější strukturální změny v ekonomice, později i v politice a nakonec se pokusil o reformu celého Sovětského svazu, dohromady nazvané perestrojka.
Gorbačov byl silně znepokojen situací v Sovětském svazu. Nízká produktivita práce, technologická zaostalost a nekonkurenceschopnost se Západem byly hlavními faktory potřeby rozsáhlé změny systému. Velkým impulsem bylo i úspěšné otevření ekonomiky v Čínské lidové republice reformami Teng Siao-pchinga. Sílící protisovětské nálady v zemích východní bloku, ale i vzrůstající nespokojenost uvnitř států Sovětského svazu patřilo mezi vážné ohrožení mezinárodního postavení SSSR. Sovětský svaz se běžně potýkal s nedostatkem základního zboží nebo s výpadky elektrické energie, životní úroveň většiny obyvatel byla značně pod úrovní kapitalistických zemí. Byrokratický a silně neefektivní vertikální systém řízení ekonomiky i politiky, vytvořený za více než 70 let existence SSSR znemožňoval téměř jakékoliv inovace nebo snahy o zlepšení.

## Průběh

### Přehled
Perestrojku lze rozdělit do třech fází. Na začátku v roce 1986 existovala tzv. „koncepce zrychlení“, která spočívala ve strategii nové orientace investiční a strukturní politiky. Cílem byla podpora pokročilé technologie, zvláště ve strojírenství. Do konce roku 1987 se tato koncepce opírala o stávající administrativní systém a jeho imanentní metody, jako například disciplinární opatření. Tato strategie se brzy ukázala jako neprůchodná.

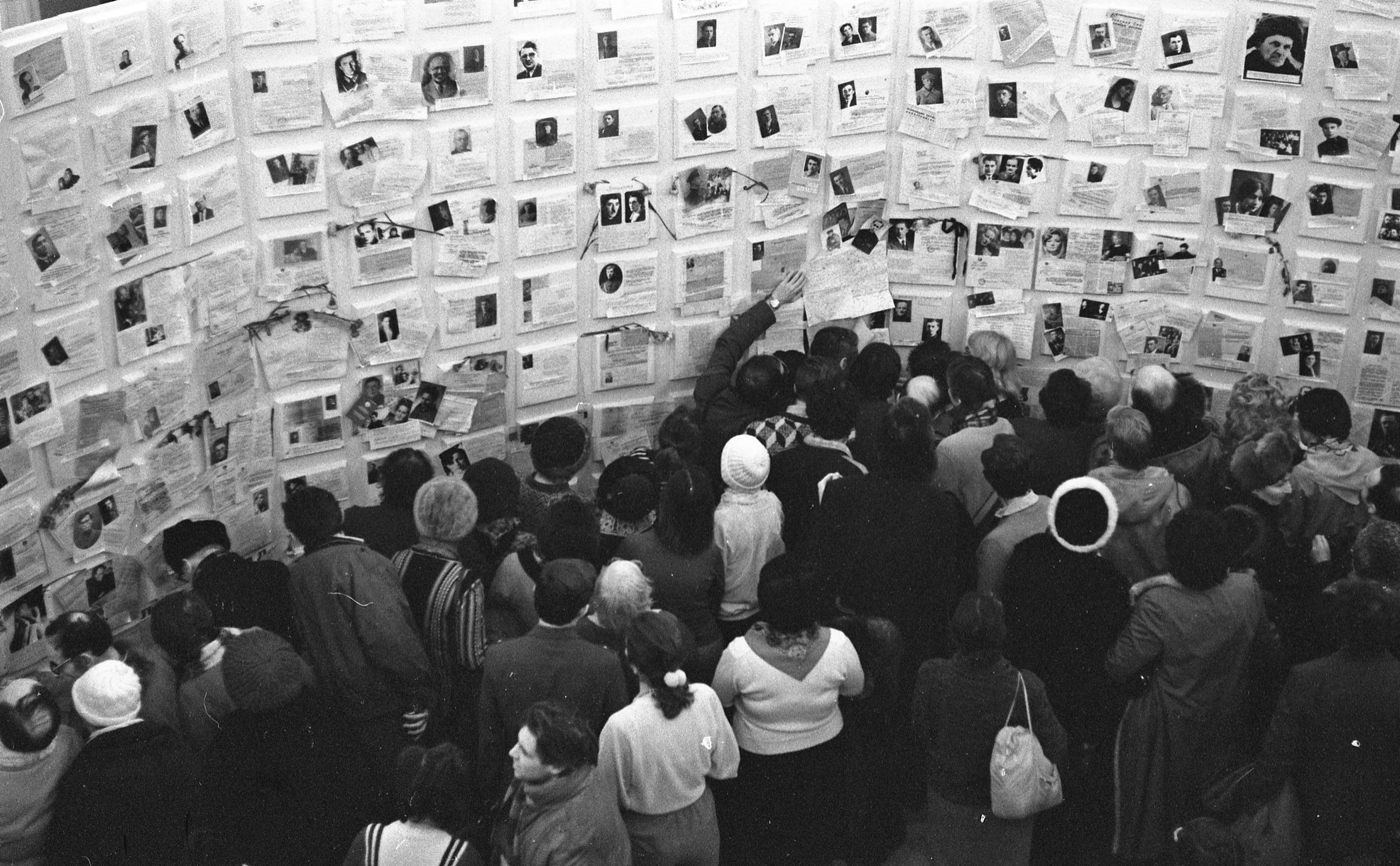
Během období glasnosti se začalo otevřeně mluvit o období stalinských čistkách a dalších temných částech sovětské minulosti.

Druhou fázi mezi lety 1988 až 1990 lze pokládat za skutečný začátek reforem stávajícího ekonomického systému. Při zachování původních cílů, tedy překonání neefektivnosti plánovacího systému, se přistoupilo k modifikaci řízení hospodářství. Plánovaná ekonomika měla být doplněna o prvky tržní systému, vertikální struktury měly být nahrazeny horizontálními smluvními vztahy mezi podniky a těmto, stále ještě státním podnikům, měla být zaručena větší autonomie. Plán měl být drasticky zredukován a omezen na několik důležitých odvětví. Vedle státem pevně stanovených cen měly být umožněny i volné ceny nebo cenové stropy.
Začátek třetí fáze lze položit mezi květen a listopad 1990, kdy se představy o cílech perestrojky změnily natolik, že byl postupně propagován přechod k tržní ekonomice. Smíšená ekonomika se měla stát pouze etapou v přechodu k tomuto novému cíli, která měla zajistit stabilní ekonomickou situaci a základní potřeby obyvatel po dobu transformace. Skutečná transformace ekonomického systému však zůstala pouze na papíře a nebyla až do konce Sovětského svazu nikdy realizována. Původní program imanentní přestavby, označovaný někdy za revoluci shora, v podstatě ztroskotal a byl v roce 1990 změněn na program gradualistické tržní reformy a poté v průběhu let 1990 až 1991 několikrát radikalizován.
Průběh perestrojky byl po celou dobu rozporuplný, což bylo způsobeno nedůsledností celého programu, střídáním fází zrychlení a brzdění, nutností kombinovat systémové změny a stabilizační opatření ad hoc zažehnávajíce krize, které systém znovu stabilizovaly a sabotážním působením tehdejší nomenklatury. Navíc se stále měnil cíl perestrojky, od technokratické reformy k tržně socialistické ekonomice, aniž byly cílové tržní a vlastnické struktury přesně vymezeny. Výsledkem perestrojky bylo nepochybné zpomalení ekonomického růstu, rozvrácené hospodářství a snížení životní úrovně obyvatel. Reformy do jisté míry decentralizovaly rozhodovací procesy, ale pokračující regulace cen, nesměnitelnost rublu a státní vlastnictví většiny výrobních prostředků znemožňovalo strukturální ekonomickou proměnu.

### Glasnosť

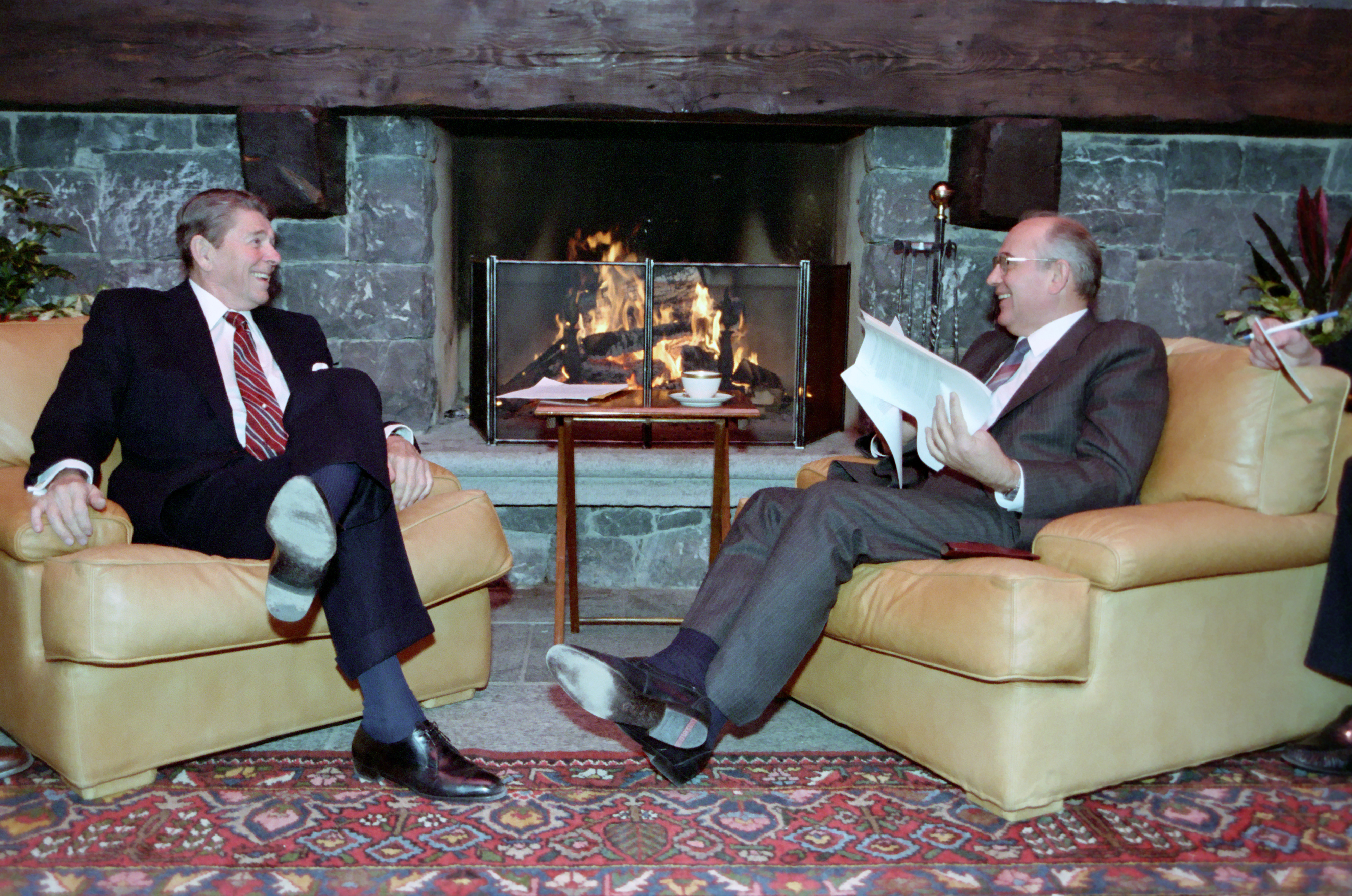
Michail Gorbačov a tehdejší prezident USA Ronald Reagan během summitu v Ženevě v roce 1985.

V politické oblasti se začala prosazovat tzv. glasnosť (otevřenost). Zpočátku se jednalo o zvýšení otevřenosti a transparentnosti vládních institucí v SSSR. Gorbačov bral glasnosť jako nutnou politiku, aby si získal sympatie veřejnosti pro své radikální ekonomické reformy perestrojky. Postupně se však glasnosť přeměnila na postupnou liberalizaci sovětského prostředí. Byla zpřístupněna některá cenzurovaná literatura v knihovnách, došlo k širší toleranci svobody projevu a větší otevřenosti v médiích, začalo se hovořit o tabuizovaných tématech a problémech, jako korupce, stalinismus nebo alkoholismus. Byli propuštěni disidenti a nechaly se prošetřit některé kauzy. Státní média odvysílala poprvé náboženský obsah a výročí pravoslavné církve. Od roku 1987 přestala být blokována zahraniční média, mimo jiné Hlas Ameriky.
Postupně se také začaly otevírat hranice se Západním světem. Sovětská veřejnost se začala dozvídat o zločinech stalinismu a sovětské minulosti až během konce 80. let. Pravdivé informace o zboží a životu ve Spojených státech a západní Evropě, spolu se západní populární kulturou se také začaly rozšiřovat u široké veřejnosti. V roce 1989 přiznal Sovětský svaz svojí zodpovědnost za Katyňský masakr. Gorbačov odmítl tzv. Brežněvovu doktrínu, která hájila vojenské zásahy v zemích Varšavské smlouvy v případě ohrožení tamějšího komunistického režimu. Odmítl exemplární vojenský zásah během krvavých nepokojů ázerbájdžánských nacionalistů ve městě Sumqayıt. V prosinci roku 1987 oznámil stažení 500 000 sovětských vojáků ze střední a východní Evropy. Všechny tyto kroky do jisté míry přispěly spolu s nezdařenou ekonomickou reformou perestrojky k rozpadu Sovětského svazu v roce 1991.
Změna ústavy v roce 1990 umožnila vytvoření nových politických stran a ve volbách do Nejvyššího sovětu Sovětského svazu v roce 1990 mohli poprvé kandidovat nestraničtí kandidáti.

### Zákony
V roce 1985 bylo umožněno kolchozům ponechat 30 % produkce k samostatnému prodeji dle uvážení.
V roce 1987 byl schválen zákon o státním podniku. Ten umožňoval státním podnikům samostatně určovat úroveň produkce podle skutečné poptávky. Pokud podniky naplnily státem určenou normu, mohly se zbytkem výstupů volně nakládat. Stát ale pořád držel kontrolu a vlastnil výrobní prostředky. Podniky mohly nakupovat vstupy za samostatně ujednané smluvní ceny. Velkou změnou bylo to, že podniky přestaly být financované státem, ručily tedy za své výdaje, které musely pokrýt prostřednictvím výnosů. Stát přestal zachraňovat a dotovat nevýnosové podniky. Státní plánovací komise měla místo podrobných plánů výroby stanovovat pouze obecné pokyny a strategické cíle. Podniky také přestaly být řízené úředníky z komisí ale nově volenými zaměstnaneckými kolektivy.
Zákon o družstvech přijatý v roce 1988, umožňoval kolektivní vlastnictví podniků v odvětví služeb, výroby a zahraničního obchodu. Do té doby bylo vše pod státním vlastnictvím a veškerý majetek i výnosy podléhaly státu. Zákon zpočátku uvaloval vysoké daně a silně reguloval zaměstnávání, později byl ale revidován a zmírněn. Kolektivně vlastněné restaurace, obchody nebo výrobny se tak začaly stávat součástí SSSR od doby Nové ekonomické politiky zrušené v roce 1929. Jednalo se o jeden z nejvíce radikálních zákonů, který byl přijat v první rané fázi perestrojky.
Velkou změnou bylo schválení zákona o společných firmách z roku 1987, který umožnil zahraničním společnostem investovat v Sovětském svazu prostřednictvím podílu ve státních podnicích nebo družstvech. Původní verze zákona omezovala zahraniční vlastníky pouze na 49 % podílu a nařizovala, aby byli ředitelé a předsedové představenstva sovětskými občany. Později byl zákon změněn a umožnil většinové vlastnictví podniků zahraničními investory i volnost při dosazování vedoucích pozic. Smyslem zákona bylo, že zahraniční investoři výměnou za sovětskou pracovní sílu, infrastrukturu a spotřebitelský trh dodají tolik nedostatkový kapitál, technologie, znalosti managementu a know-how.